# Alexandru Vlahuță
Alexandru Vlahuță is een Roemeense gemeente in het district Vaslui.
Alexandru Vlahuță telt 1502 inwoners.

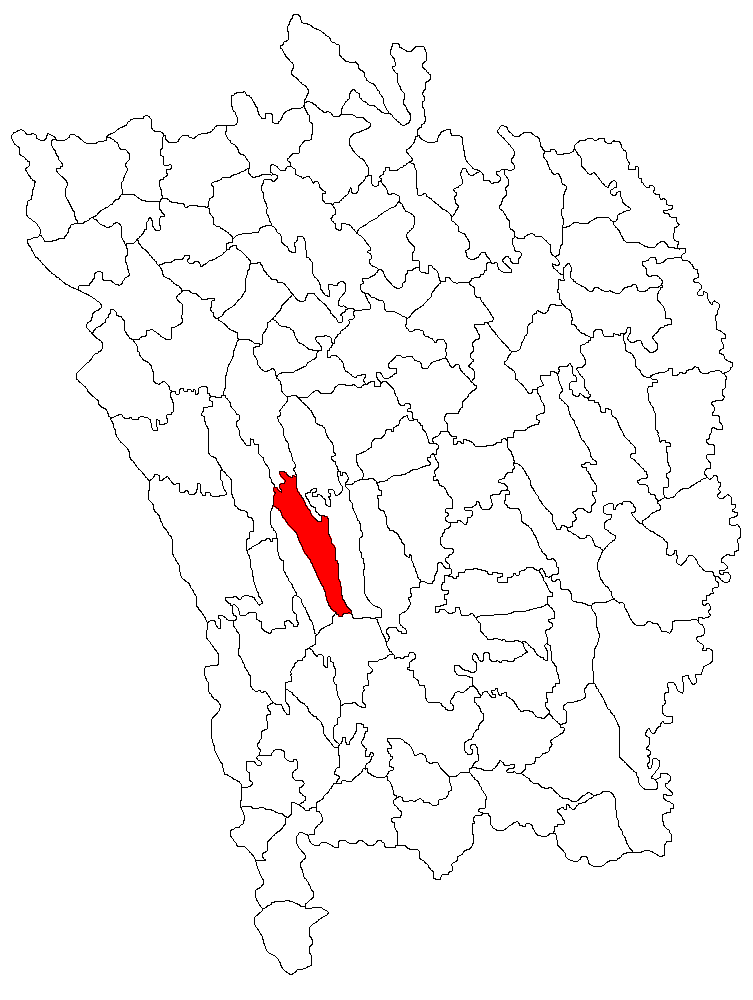
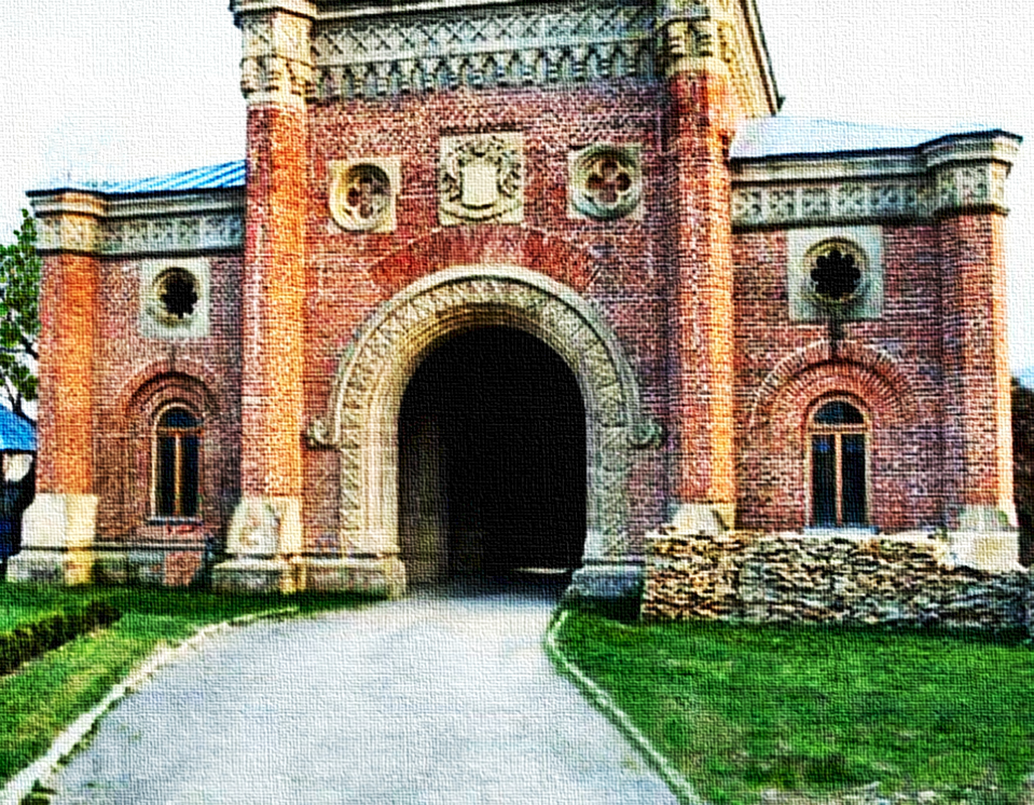